# 東京都道、埼玉縣道4號東京所澤線

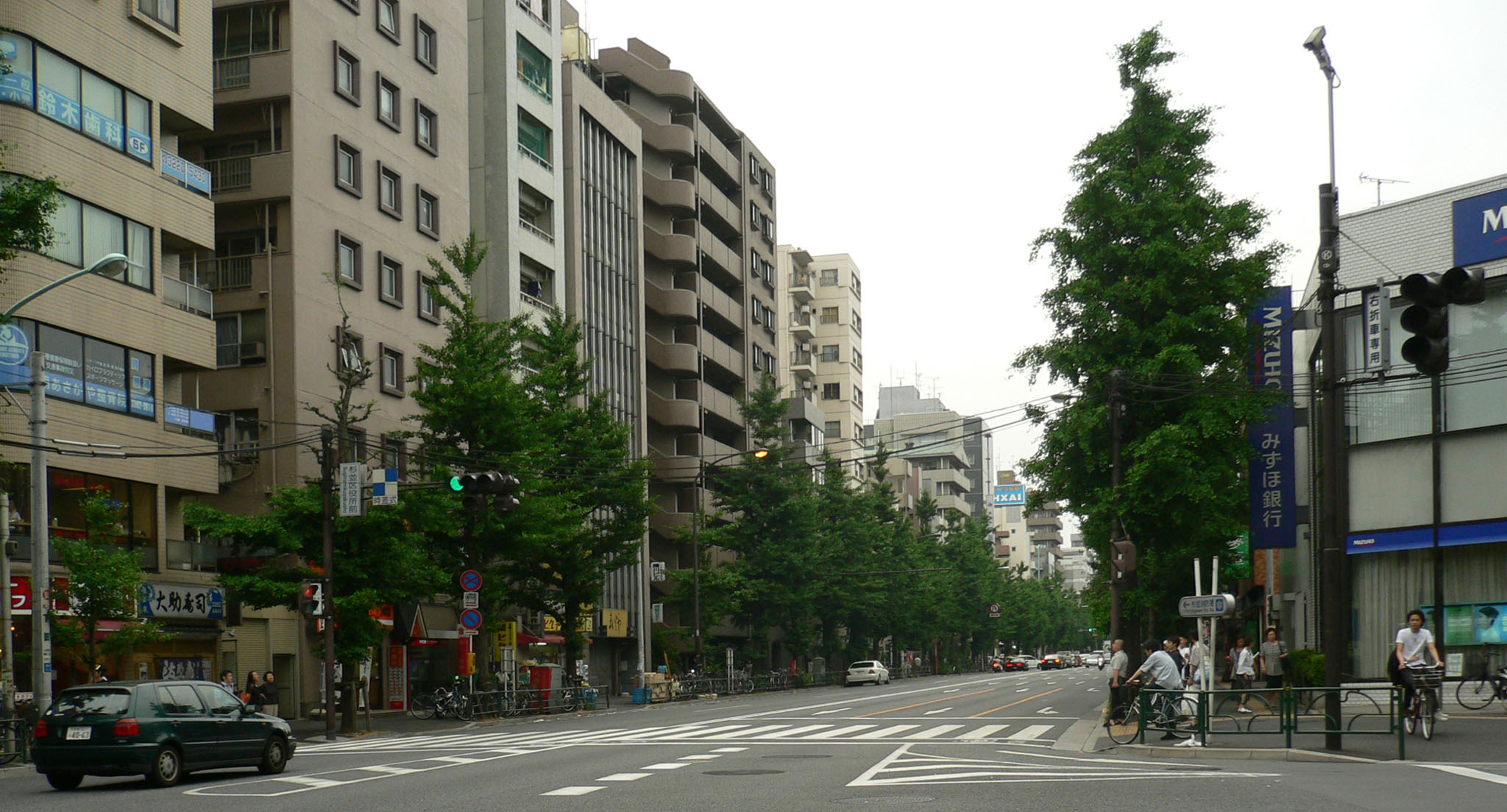
杉並區役所前交差點

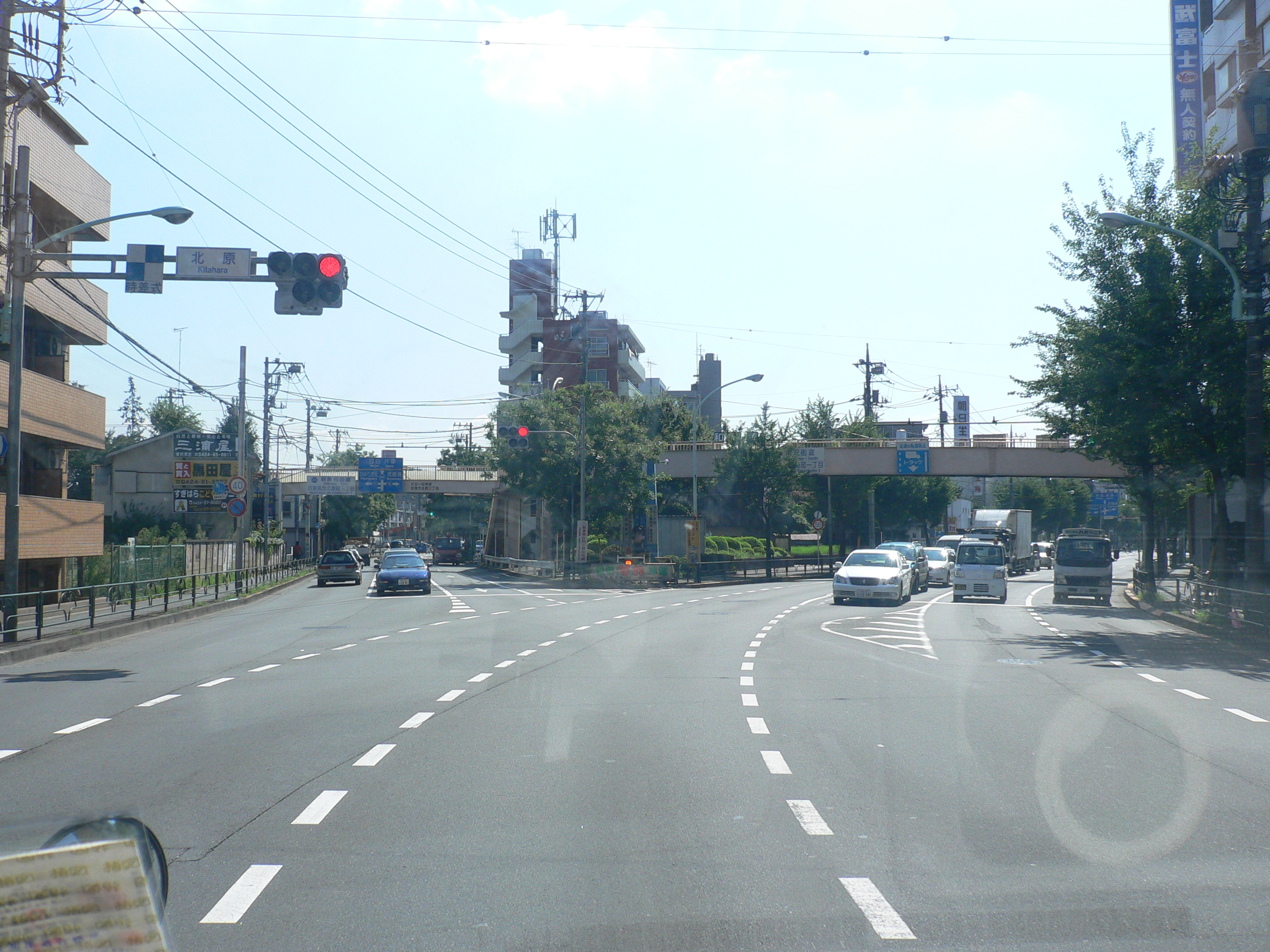
北原交差點

東京都道·埼玉縣道4號東京所澤線是連結日本東京都新宿區與埼玉縣所澤市的主要地方道。全線大部分位於東京都內。

## 路線資料
- 起點：東京都新宿區（新宿三丁目交差點）
- 終點：埼玉縣所澤市（金山町交差點）
- 路線長度
  - 東京都區間 24,870公尺（2013年4月1日）[1]
  - 埼玉県區間 4,329公尺（2013年4月1日）[2]

## 路線狀況

### 繞道等
所澤入間繞道（小手指繞道）暫定區間
- 起點：埼玉縣所澤市（岩崎交差點）
- 終點：埼玉縣所澤市（大六天交差點）

新所澤街道暫定區間
- 起點：東京都東村山市（多摩北部醫療中心西交差點）
- 終點：東京都東久留米市（都道5號新宿青梅線枝線交點）

### 通稱
- 明治通（明治通り）（新宿三丁目交差點～新宿五丁目交差點）
- 靖國通（靖国通り）（新宿五丁目交差點～新宿大Guard東交差點）
- 青梅街道（新宿大Guard西交差點～田無町一丁目交差點）
- 所澤街道（所沢街道）（田無町一丁目交差點～金山町交差點）

### 重複區間
- 東京都道305號芝新宿王子線－新宿三丁目交差點（東京都新宿區）～新宿五丁目交差點（東京都新宿區）（上位道路）
- 東京都道5號新宿青梅線－新宿三丁目交差點（東京都新宿區）～田無町一丁目交差點（東京都西東京市）
- 東京都道302號新宿兩國線－新宿五丁目交差點（東京都新宿區）～新宿大Guard東交差點（東京都新宿區）（上位道路）
- 東京都道430號新宿停車場前線：新宿五丁目交差點（東京都新宿區） - 新宿大Guard東交差點（東京都新宿區）
- 東京都道427號瀨田貫井線（日语：東京都道427号瀬田貫井線）－成田東四丁目交差點（東京都杉並區）～區役所前交差點（東京都杉並區）
- 東京都道226號東村山清瀨線（日语：東京都道226号東村山清瀬線）－全生園東交差點（東京都清瀨市、東村山市市境）～全生園交差點（東京都東村山市）
- 埼玉縣道·東京都道40號埼玉東村山線（日语：東京都道40号さいたま東村山線）－秋津三丁目交差點（東京都東村山市）～久米川町交差點（東京都東村山市）
- 東京都道·埼玉縣道16號立川所澤線（日语：東京都道・埼玉県道16号立川所沢線）、埼玉縣道·東京都道17號所澤府中線（日语：埼玉県道・東京都道17号所沢府中線）（重複）－久米川町交差點（東京都東村山市）～金山町交差點（埼玉縣所澤市）

## 地理

### 通過自治體
- 東京都
  - 新宿區
  - 中野區
  - 杉並區
  - 西東京市
  - 東久留米市
  - 東村山市
- 埼玉縣
  - 所澤市

### 連接的道路
- 國道20號（甲州街道、新宿通、東京都新宿區）新宿三丁目交差點
- 東京都道305號芝新宿王子線（明治通、東京都新宿區）新宿三丁目交差點
- 東京都道5號新宿青梅線（東京都新宿區）新宿三丁目交差點
- 東京都道302號新宿兩國線（靖國通、東京都新宿區）新宿五丁目交差點
- 東京都道305號芝新宿王子線（明治通、東京都新宿區）新宿五丁目交差點
- 東京都道317號環狀六號線（山手通、東京都中野區）中野坂上交差點
- 東京都道318號環狀七號線（環七通、東京都杉並區）高円寺陸橋下交差點
- 東京都道428號高圓寺砧淨水場線（日语：東京都道428号高円寺砧浄水場線）（荒玉水道道路、東京都杉並區）
- 東京都道7號杉並秋留野線（日语：東京都道7号杉並あきる野線）（五日市街道、東京都杉並區）
- 東京都道427號瀨田貫井線（日语：東京都道427号瀬田貫井線）（東京都杉並區）成田東四丁目交差點
- 東京都道427號瀨田貫井線（中杉通、東京都杉並區）杉並區役所前交差點
- 東京都道311號環狀八號線（日语：東京都道311号環状八号線）（環八通、東京都杉並區）四面道交差點
- 東京都道113號杉並武藏野線（日语：東京都道113号杉並武蔵野線）（東京都杉並區）桃井四丁目交差點
- 東京都道438號向井町新町線（日语：東京都道438号向井町新町線）（早稻田通（日语：早稲田通り）、東京都杉並區）井草八幡前交差點
- 東京都道439號椎名町上石神井線（日语：東京都道439号椎名町上石神井線）（千川通（日语：千川通り）、東京都練馬區）關町一丁目交差點
- 東京都道116號關町吉祥寺線（日语：東京都道116号関町吉祥寺線）（吉祥寺通、東京都練馬區）關町交番前交差點
- 東京都道7號杉並秋留野線（五日市街道支線、東京都西東京市）東伏見四丁目交差點
- 東京都道7號杉並秋留野線（調布保谷線（日语：多摩南北道路）、東京都西東京市）東伏見交差點
- 東京都道233號東大泉田無線（調布保谷線、東京都西東京市）同上
- 東京都道8號千代田練馬田無線（富士街道、東京都西東京市）
- 東京都道233號東大泉田無線（日语：東京都道233号東大泉田無線）（東京都西東京市）田無町一丁目交差點
- 東京都道5號新宿青梅線（青梅街道、東京都西東京市）田無町一丁目交差點
- 東京都道112號雲雀丘停車場線（日语：東京都道112号ひばりケ丘停車場線）（谷戶新道、東京都西東京市）田無町三丁目交差點
- 東京都道12號調布田無線（日语：東京都道12号調布田無線）（武藏境通[繞道]、東京都西東京市）田無町三丁目交差點
- 東京都道12號調布田無線（武藏境通[舊道]、東京都西東京市）無交通號誌 ※舊谷戶新道交差點
- 東京都道5號新宿青梅線（新青梅街道、東京都西東京市）北原交差點
- 東京都道245號杉並田無線（日语：東京都道245号杉並田無線）（新青梅街道、東京都西東京市）北原交差點
- 東京都道5號新宿青梅線（支線、東京都東久留米市）南町四丁目交差點
- 東京都道15號府中清瀨線（日语：東京都道15号府中清瀬線）（小金井街道、東京都東久留米市）前澤交差點
- 東京都道15號府中清瀨線（新小金井街道、東京都東久留米市）
- 東京都道226號東村山清瀨線（日语：東京都道226号東村山清瀬線）（東京都清瀨市、東村山市市境）全生園東交差點
- 東京都道226號東村山清瀨線（東京都東村山市）全生園交差點
- 埼玉縣道·東京都道40號埼玉東村山線（日语：埼玉県道・東京都道40号さいたま東村山線）（志木街道、東京都東村山市）秋津三丁目交差點
- 東京都道·埼玉縣道16號立川所澤線（日语：東京都道・埼玉県道16号立川所沢線）、埼玉縣道·東京都道17號所澤府中線（日语：埼玉県道・東京都道17号所沢府中線）（重複）（府中街道、東京都東村山市）久米川交差點
- 埼玉縣道·東京都道40號埼玉東村山線（東京都東村山市）久米川交差點

※支線（新所澤街道、都市計畫道路東村山3·4·11號保谷東村山線）
- 東京都道5號新宿青梅線（支線、東京都東久留米市、都市計畫道路東村山3·4·11號[3]）無名交差點
- 東京都道15號府中清瀨線（小金井街道、東京都東久留米市）前澤南交差點。至東村山市境為東久留米市道
- 東京都道226號東村山清瀨線（日语：東京都道226号東村山清瀬線）（東京都東村山市）[4]）多摩北部醫療中心西交差點

埼玉縣
- 埼玉縣道337號久米所澤線（埼玉縣所澤市）東住吉交差點
- 國道463號、埼玉縣道‧東京都道179號所澤青梅線（日语：埼玉県道・東京都道179号所沢青梅線）（重複）（埼玉縣所澤市）金山町交差點
- 東京都道·埼玉縣道16號立川所澤線、埼玉縣道·東京都道17號所澤府中線（重複）（埼玉縣所澤市）金山町交差點
- 東京都道·埼玉縣道24號練馬所澤線（日语：東京都道・埼玉県道24号練馬所沢線）、埼玉縣道·東京都道179號所澤青梅線（重複）（埼玉縣所澤市）金山町交差點
- 埼玉縣道·東京都道55號所澤武藏村山立川線（日语：埼玉県道・東京都道55号所沢武蔵村山立川線）（埼玉縣所澤市）金山町交差點

### 沿線主要設施
東京都
新宿站至荻窪站前地下有東京地下鐵丸之內線通過。
- 新宿區
  - 新宿站
  - 新宿警察署（日语：新宿警察署）
  - 西新宿站
  - 東京醫科大學醫院
- 中野區
  - 中野坂上站
  - 中野警察署（日语：中野警察署 (東京都)）
  - 中野消防署（日语：中野消防署）
  - 新中野站
  - 新渡戶文化短期大學、新渡戶文化中學校、高等學校（日语：新渡戸文化中学校・高等学校）
- 杉並區
  - 都營巴士杉並支所（日语：都営バス杉並支所）
  - 蠶絲之森公園
  - 光鹽女子學院（日语：光塩女子学院）
  - 新高圓寺站
  - 杉並區役所（日语：杉並区役所）
  - 杉並警察署（日语：杉並警察署）
  - 杉並郵便局（日语：杉並郵便局）
  - 南阿佐谷站
  - 阿佐谷站
  - 杉並消防署
  - 文化女子大學
  - 荻窪站
  - 衛生醫院
  - 荻窪郵便局（日语：荻窪郵便局）
  - 荻窪警察署（日语：荻窪警察署）
  - 荻窪消防署
  - Promenade荻窪（プロムナード荻窪）
  - 杉並工業高等學校（日语：杉並工業高等学校）
  - 善福寺（日语：善福寺）公園
- 練馬區
  - 關東巴士青梅街道營業所（日语：関東バス青梅街道営業所）
  - 武藏關站
  - 慈雲堂醫院
  - 武藏關公園（杉並區、西東京市境）
- 西東京市
  - 東伏見站
  - 西武柳澤站
  - 文華女子中學校、高等學校（日语：文華女子中学校・高等学校）
- 東久留米市
  - 永旺夢樂城東久留米（日语：イオンモール東久留米）
  - 風呂王樣（日语：おふろの王様）東久留米店
- 東村山市
  - 多摩北部醫療中心（日语：多摩北部医療センター）
  - 國立療養所多磨全生園（日语：国立療養所多磨全生園）

埼玉縣
- 所澤市
  - 所澤站
  - 織長病院
  - 所澤高等學校（日语：所沢高等学校）
  - 西所澤站
  - 瀬戸病院
  - 所澤市立南小學校（日语：所沢市立南小学校）
  - 所澤市立南陵中學校（日语：所沢市立南陵中学校）

## 關連項目
- 東京都道一覽
- 埼玉縣縣道一覽